# Florian Mayer
Florian Mayer (* 5. října 1983 v Bayreuthu, Německo) je bývalý německý profesionální tenista. Ve své dosavadní vyhrál na okruhu ATP World Tour jeden turnaj. Na turnajích typu Challenger zaznamenal do roku 2009 sedm finálových vítězství, které mu pomohly prorazit do první světové padesátky žebříčku ATP ve dvouhře. Nejvýše byl umístěn 6. června 2011, kdy figuroval na 18. místě.
Nejlepšího výsledku na grandslamových turnajích dosáhl Florian Mayer v roce 2004 na travnatých wimbledonských dvorcích, kde se dostal do čtvrtfinále. V tomtéž roce obdržel cenu pro nejlepšího nováčka roku.

## Finálové účasti na turnajích ATP World Tour (3)

### Dvouhra – prohry (2)
| Legenda                                                       |
| ATP International Series Gold / ATP World Tour 500 Series (0) |
| ATP International Series / ATP World Tour 250 Series (2)      |

| Č. | Datum         | Turnaj         | Povrch | Vítěz             | Výsledek       |
| 1. | 7. srpen 2005 | Sopoty, Polsko | antuka | Gaël Monfils      | 7–66, 4–6, 7–5 |
| 7. | 6. srpen 2006 | Sopoty, Polsko | antuka | Nikolaj Davyděnko | 7–66, 5–7, 6–4 |

### Čtyřhra – prohry (1)
| Legenda                                                  |
| ATP International Series / ATP World Tour 250 Series (1) |

| Č. | Datum          | Turnaj           | Povrch | Partner         | Vítězové                  | Výsledek      |
| 1. | 1. květen 2005 | Mnichov, Německo | antuka | Alexander Waske | Mario Ančić Julian Knowle | 6–3, 1–6, 6–3 |

## Tituly na turnajích ATP Challenger Tour (8)
| Č. | Datum             | Turnaj      | Povrch | Soupeř ve finále | Výsledek      |
| 1. | 28. červenec 2003 | Petrohrad   | antuka | Michal Mertiňák  | 4–6, 7–6, 6–1 |
| 2. | 15. březen 2004   | Mexico City | antuka | Adrián García    | 6–4, 6–3      |
| 3. | 5. červen 2006    | Fürth       | antuka | Torsten Popp     | 6–3, 6–1      |
| 4. | 24. červenec 2006 | Tampere     | antuka | Ernests Gulbis   | 7–6, 2–6, 6–3 |
| 5. | 14. srpen 2006    | Graz        | tvrdý  | Rainer Schüttler | 6–4, 5–7, 6–2 |
| 6. | 16. březen 2009   | Bangkok     | tvrdý  | Danai Udomchoke  | 7–5, 6–2      |
| 7. | 31. květen 2009   | Karlsruhe   | antuka | Dustin Brown     | 6–2, 6–4      |
| 8. | 10. ledna 2010    | Noumea      | tvrdý  | Flavio Cipolla   | 6–3, 6–0      |

## Davisův pohár
Florian Mayer se zúčastnil 3 zápasů v Davisově poháru za tým Německa s bilancí 2–3 ve dvouhře.

## Postavení na žebříčku ATP na konci sezóny

### Dvouhra
| Rok    | 2001 | 2002   | 2003   | 2004  | 2005  | 2006  | 2007  | 2008   | 2009  |
| Pořadí | 874. | ▲ 476. | ▲ 254. | ▲ 35. | ▼ 75. | ▲ 57. | ▲ 55. | ▼ 344. | ▲ 61. |

### Čtyřhra
| Rok    | 2002  | 2003    | 2004   | 2005   | 2006   | 2007   | 2008   | 2009   |
| Pořadí | 1455. | ▼ 1493. | ▲ 228. | ▲ 178. | ▼ 377. | ▲ 293. | ▲ 254. | ▼ 777. |